# Kurt Kirkegaard
Kurt Kirkegaard Jensen, født 19. august 1953, tømrermester, fra 8. februar 2005 folketingsmedlem for Venstre i Ribe Amtskreds.
Kurt Kirkegaard er født i Ribe, og er søn af landmand Laurids Kirkegaard Jensen og medhjælpende ægtefælle Krista Cecilie Jensen.
Han er uddannet tømrer fra Esbjerg Tekniske Skole 1969-1973, og blev merkonom i virksomhedsøkonomi ved Grindsted Handelsskole 1983-1984. Han har desuden taget en DA-lederuddannelse i 1990-1992. Siden 1977 har han haft sin egen tømrerforretning Kurt Kirkegaard A/S i Krogager.
Kurt Kirkegaards mange år som selvstændig tømrer har sikret lærlingepladser gennem alle årene, og virksomheden har uddannet omkring 70 tømrer. Kurt Kirkegaard A/S har gennem tiden udført alt fra mindre reparationer til større fag- og hovedentrepriser. I dag består tømrerfirmaet af en tømrerafdeling og et inventarsnedkeri ved navn Kirkegaard Design. 
Siden 2003 har Kurt Kirkegaard været folketingskandidat for Venstre i Grindstedkredsen, og opnåede valg i 2005. Han er formand for Folketingets Erhvervsudvalg og medlem af Boligudvalget, mens han er stedfortræder i Trafikudvalget og Uddannelsesudvalget.
Desuden er Kurt Kirkegaard medlem af hovedbestyrelsen i brancheorganisationen Dansk Byggeri, ligesom han sidder i bestyrelsen for Grindsted El- og Varmeværk, Zebicon A/S og EU-vest Tic i Ribe Amt. 
Efter kun en valgperiode meddelte Kurt Kirkegaard 23. januar 2007, at han ikke genopstiller, men i stedet vil hellige sig sin tømrerforretning. 